# The Poison
The Poison – debiutancki album studyjny zespołu Bullet for My Valentine, wydany 3 października 2005 roku.

## Lista utworów
1. "Intro"  – 2:22
2. "Her Voice Resides" – 4:18
3. "4 Words (To Choke Upon)" – 3:47
4. "Tears Don’t Fall" – 5:48
5. "Suffocating Under Words of Sorrow (What Can I Do)" – 3:36
6. "Hit the Floor" – 3:30
7. "All These Things I Hate (Revolve Around Me)" – 3:46
8. "Room 409" – 4:00
9. "The Poison" – 3:39
10. "10 Years Today" – 3:55
11. "Cries in Vain" – 4:00
12. "Spit You Out" – 4:07
13. "The End" – 6:45